# Zlatni globus za najboljeg mladog glumca
Zlatni globus za najboljeg mladog glumca (eng.: New Star Of The Year – Actor) bila je američka filmska nagrada, koja se dodjeljivala u Los Angelesu od 1948. do 1983. godine. Nagradu je dodjeljivalo Udruženje hollywoodskih stranih novinara (HFPA), organizacija sastavljena od novinara usavršenih za praćenje filmske industrije Sjedinjenih Država, ali koji su povezani s publikacijama izvan Sjeverne Amerike. 
Nagrada je prvi put dodijeljena na 5. dodjeli Zlatnih globusa, 1948. godine za najboljeg mladog glumca za ulogu u filmovima, koji su producirani u protekloj godini. Žiri je sačinjavalo glasačko tijelo HFPA-e od stranih novinara, koje broji 86 članova. Razdoblje lobiranja i prihvaćanja kandidata za nominacije počinjalo je 1. listopada.

## Dobitnici
- 1948.: Richard Widmark
- 1950.: Richard Todd, Gene Nelson
- 1952.: Kevin McCarthy
- 1953.: Richard Burton
- 1954.: Richard Egan, Steve Forrest, Hugh O'Brian
- 1955.: Joe Adams, George Nader, Jeff Richards
- 1956.: Russ Tamblyn, Ray Danton
- 1957.: Anthony Perkins, Paul Newman, John Kerr
- 1958.: James Garner, Patrick Wayne, John Saxon
- 1959.: John Gavin, Efrem Zimbalist, Jr., Bradford Dillman
- 1960.: George Hamilton, James Shigeta, Barry Coe, Troy Donahue
- 1961.: Michael Callan, Brett Halsey, Mark Damon
- 1962.: Bobby Darin, Warren Beatty, Richard Beymer
- 1963.: Terence Stamp, Keir Dullea, Peter O'Toole, Omar Sharif
- 1964.: Stathis Giallelis, Robert Walker, Jr., Albert Finney
- 1965.: George Segal, Topol, Harve Presnell
- 1966.: Robert Redford – Inside Daisy Clover
- 1967.: James Farentino – The War Lord
- 1968.: Dustin Hoffman – Diplomac
- 1969.: Leonard Whiting – Romeo i Julija
- 1970.: Jon Voight – Ponoćni kauboj
- 1971.: James Earl Jones – The Great White Hope
- 1972.: Desi Arnaz, Jr. – Red Sky at Morning
- 1973.: Edward Albert – Leptiri su slobodni
- 1974.: Paul Le Mat – Američki grafiti
- 1975.: Joseph Bottoms – The Dove
- 1976.: Brad Dourif – Let iznad kukavičjeg gnijezda
- 1977.: Arnold Schwarzenegger – Ostani gladan
- 1979.: Brad Davis – Ponoćni ekspres
- 1980.: Rick Schroder – Šampion
- 1981.: Timothy Hutton – Obični ljudi
- 1982.: nijedan glumac nije primio nagradu
- 1983.: Ben Kingsley – Gandhi

## Vanjske poveznice
- (engl.) Službena stranica nagrade Zlatni globus
- (engl.) Povijest Zlatnog globusa - povratak u 1944.  Arhivirana inačica izvorne stranice od 7. ožujka 2016. (Wayback Machine)